# زاشا وبر
زاشا وبر (انگلیسی: Sascha Weber؛ زادهٔ ۲۳ فوریهٔ ۱۹۸۸) دوچرخه‌سوار اهل آلمان است.